# Le Diable à cinq
 (janvier 2021).
La mise en forme du texte ne suit pas les recommandations de Wikipédia : il faut le « wikifier ».
Les points d'amélioration suivants sont les cas les plus fréquents :
- Les titres sont pré-formatés par le logiciel. Ils ne sont ni en capitales, ni en gras.
- Le texte ne doit pas être écrit en capitales (les noms de famille non plus), ni en gras, ni en italique, ni en « petit »…
- Le gras n'est utilisé que pour surligner le titre de l'article dans l'introduction, une seule fois.
- L'italique est rarement utilisé : mots en langue étrangère, titres d'œuvres, noms de bateaux, etc.
- Les citations ne sont pas en italique mais en corps de texte normal. Elles sont entourées par des guillemets français : « et ».
- Les listes à puces sont à éviter, des paragraphes rédigés étant largement préférés. Les tableaux sont à réserver à la présentation de données structurées (résultats, etc.).
- Les appels de note de bas de page (petits chiffres en exposant, introduits par l'outil «  Source ») sont à placer entre la fin de phrase et le point final[comme ça].
- Les liens internes (vers d'autres articles de Wikipédia) sont à choisir avec parcimonie. Créez des liens vers des articles approfondissant le sujet. Les termes génériques sans rapport avec le sujet sont à éviter, ainsi que les répétitions de liens vers un même terme.
- Les liens externes sont à placer uniquement dans une section « Liens externes », à la fin de l'article. Ces liens sont à choisir avec parcimonie suivant les règles définies. Si un lien sert de source à l'article, son insertion dans le texte est à faire par les notes de bas de page.
- La présentation des références doit suivre les conventions bibliographiques. Il est recommandé d'utiliser les modèles {{Ouvrage}}, {{Chapitre}}, {{Article}}, {{Lien web}} et/ou {{Bibliographie}}. Le mode d'édition visuel peut mettre en forme automatiquement les références.
- Insérer une infobox (cadre d'informations à droite) n'est pas obligatoire pour parachever la mise en page.

Pour une aide détaillée, merci de consulter Aide:Wikification.
Si vous pensez que ces points ont été résolus, vous pouvez retirer ce bandeau et améliorer la mise en forme d'un autre article.
Le Diable à cinq est un groupe de musique folklorique québécois de la région de l'Outaouais au Québec. Basé dans le village de Ripon, le groupe est composé des frères Éloi, Samuel et Félix Sabourin, de leur cousin André-Michel Dambremont et de leur ami d'enfance Rémi Pagé.
Le groupe a sorti son premier album, Sorti de l'enfer, en 2017, a enchaîné en 2019 avec Debout !et en 2023 avecTempête. Debout! était candidat au prix Félix pour l'album traditionnel de l'année aux 42e prix Félix, candidat au prix de la musique folklorique canadienne pour l'album traditionnel de l'année aux 16es prix de la musique folk canadienne, ainsi que candidat au Prix Juno de 2021 (en) dans la catégorie album roots traditionnel de l'année. L'album Debout! remporte également, lors du Premier Gala de l'ADISQ 2020, le prix de Ma Première Nomination l'ADISQ.Ce prix est décerné par les votes du public et s'adresse aux artistes nommés pour la première fois au Gala de l'ADISQ. Avec ce prix, Le Diable à cinq succède à Roxane Bruneau et Souldia, respectivement vainqueurs en 2018 et 2019.

## Membres du groupe
- Félix Sabourin : voix, accordéon, podorythmie
- Samuel Sabourin : chant, banjo ténor, violon, mandoline
- Éloi Gagnon-Sabourin : voix, piano
- Rémi Pagé : voix, violon, mandoline, podorythmie
- André-Michel "Brun" Dambremont : chant, guitare acoustique, guitare basse